# Nudo mixteco
Nudo mixteco és una pel·lícula mexicana dirigida per Ángeles Cruz estrenada en 2021 en la qual conta tres històries que tenen a veure amb la sexualitat de les dones indígenes de la comunitat mixteca alta i com els afecta la migració. La pel·lícula conta les relacions lèsbiques entre dues dones indígenes de la comunitat i parla també d'abusos sexuals. El nom de la pel·lícula es refereix a la conjunció de la sierra Madre del Sur i la serra d'Oaxaca o “Nus mixtec”.

## Argument
Nudo mixteco aborda tres perspectives diferents de la sexualitat de les dones indígenes a Mèxic. Tres persones decideixen tornar a San Mateo, el seu poble d'origen a Oaxaca, durant les celebracions locals del sant patró, i una vegada allí, s'enfronten a una sèrie de situacions dramàtiques que es desenvolupen de manera paral·lela en el mateix espai i en el mateix període, María (Sonia Couoh), treballa com a empleada domèstica a la ciutat i ha tornat només per a assistir a l'enterrament de la seva mare, però una vegada allí, s'enfronta al rebuig del seu pare degut a la seva pròpia identitat sexual i es retroba amb un amor de joventut. Esteban (Noé Hernández), és un clarinetista que ha tornat després d'un viatge de tres anys als Estats Units, i descobreix que la seva esposa, Chabela (Aída López), té ja un altre company. Tonya (Myriam Bravo), és una comerciant que va emigrar a la ciutat però està de retorn amb la finalitat de rescatar a la seva filla de les arpes del seu oncle que també va abusar d'ella mentre la seva mare mirava cap a un altre costat.

## Repartiment
- Sonia Couoh
- Noé Hernández
- Aída López
- Eileen Yáñez
- Myriam Bravo
- Jorge Do

## Context
Nudo Mixteco és el primer llargmetratge dirigit per Ángeles Cruz que va començar la seva carrera d'actriu a mitjan anys 90. La pel·lícula està rodada en la pròpia comunitat mixteca a la qual pertany Cruz, Tlaxiaco. El germen del guió van ser tres monòlegs de la història de tres protagonistes sense espais per a decidir sobre les seves vides.
La primera història és respecte a una dona el marit de la qual torna després de diversos anys, la segona és una situació d'un retrobament juvenil lèsbic i la tercera és una dona que va ser abusada pel seu oncle i torna perquè ara la seva filla sofreix el mateix”.
Cruz reivindica nomenar les coses i dir-les per a enfrontar l'ocultació històrica que han sofert les lesbianes en les comunitats indígenes: En la meva comunitat sembla que sempre es treballa en murmuris (...) l'homosexualitat ha estat ratllada en el món per ignorància, per aquest entossudiment que existeix i per a la meva era important nomenar-lo i mostrar-lo de manera contundent, no deixar-lo a la imaginació, no censurar-me i deixar-lo que quedi en la línia de la imaginació i que l'espectador la completi. Sento que és una manifestació bellíssima l'amor i sento també que les dones lesbianes en les comunitats han romàs en la foscor, marginades. Es nomena l'homosexualitat masculina, tot des de la mirada masculina, a mi em semblava important nomenar-ho".

### Mixteca alta
Segons l'Atles dels Pobles Indígenes de Mèxic, els assentaments del poble mixtec es localitzen a la part nord-occidental de l'estat de Oaxaca i petites porcions dels de Puebla i Guerrero.
Des d'un criteri fisiogràfic, la regió es divideix en baixa i alta, la qual està formada per la conjunció de la sierra Madre del Sui i la sierra d'Oaxaca o “Nus mixtec” que dona nom al llargmetratge.

## Festivals
La pel·lícula ha estat presentada en diversos festivals, entre ells el Festival de Rotterdam de 2021 i el IV Festival de Cine por mujeres.

## Crítiques
«És una valuosa proposta feminista en la qual es mostra que el masclisme i l'homofòbia són problemes que tenen encara una forta presència dins d'aquestes comunitats, sobretot pel que fa als pobladors de major edat, encara que la proposta de Cruz es desmarca definitivament de la predictible proclama de la ‘terra sense llei’ i deixa en clar que algunes pràctiques ancestrals (com l'ús de les assemblees populars) poden fins i tot afavorir a les dones» assenyala Sergio Burstein en Los Angeles Times. Juny 2021

## Premis i nominacions
- 2021: Festival Internacional de Cinema de Morelia: Millor guió i Premi del Público (Ficció)
- 2021: Premi del jurat Festival de Cinema Independent MOOOV[6]

| Premi        | Categoria                  | Nominats                                 | Resultat   |
| ------------ | -------------------------- | ---------------------------------------- | ---------- |
| Premis Ariel | Millor pel·lícula          | Nudo mixteco                             | Nominada   |
| Premis Ariel | Millor direcció            | Ángeles Cruz                             | Nominada   |
| Premis Ariel | Millor Opera Prima         | Nudo mixteco                             | Guanyadora |
| Premis Ariel | Millor actor               | Noé Hernández                            | Nominat    |
| Premis Ariel | Millor coactuació femenina | Aída López                               | Nominada   |
| Premis Ariel | Millor guió original       | Ángeles Cruz                             | Nominada   |
| Premis Ariel | Millor edició              | Miguel Salgado                           | Nominat    |
| Premis Ariel | Millor so                  | Pablo Tamez, Rodrigo Castillo Filomarino | Nominats   |